# Julio Lores
Julio Victor Lores (15 settembre 1908 – 15 luglio 1945) è stato un calciatore peruviano.

## Carriera
In carriera, Lores giocò per il Club Necaxa, squadra messicana e per il Perù con il quale disputò il Mondiale 1930.

## Palmarès

### Club

#### Competizioni nazionali
- Campionato messicano: 4

Necaxa: 1932-1933, 1934-1935, 1936-1937, 1937-1938
- Coppa del Messico: 2

Necaxa: 1932-1933, 1935-1936
- Supercoppa del Messico: 2

Necaxa: 1933, 1936